# Liste der Naturdenkmale im Landkreis Limburg-Weilburg
Die Liste der Naturdenkmale im Landkreis Limburg-Weilburg nennt die Listen der in den Städten und Gemeinden im Landkreis Limburg-Weilburg gelegenen Naturdenkmale.
| Ort                    | Liste                                          | Anzahl der Naturdenkmale |
| ---------------------- | ---------------------------------------------- | ------------------------ |
| Bad Camberg            | Liste der Naturdenkmale in Bad Camberg         | 1                        |
| Beselich               | Liste der Naturdenkmale in Beselich            | 1                        |
| Brechen                | [ 2 ]                                          |                          |
| Dornburg               | Liste der Naturdenkmale in Dornburg (Hessen)   | 3                        |
| Elbtal                 | Liste der Naturdenkmale in Elbtal (Hessen)     | 1                        |
| Elz (Westerwald)       | [ 2 ]                                          |                          |
| Hadamar                | Liste der Naturdenkmale in Hadamar             | 3                        |
| Hünfelden              | Liste der Naturdenkmale in Hünfelden           | 2                        |
| Limburg an der Lahn    | Liste der Naturdenkmale in Limburg an der Lahn | 4                        |
| Löhnberg               | Liste der Naturdenkmale in Löhnberg            | 2                        |
| Mengerskirchen         | Liste der Naturdenkmale in Mengerskirchen      | 2                        |
| Merenberg              | Liste der Naturdenkmale in Merenberg           | 3                        |
| Runkel                 | Liste der Naturdenkmale in Runkel              | 3                        |
| Selters (Taunus)       | Liste der Naturdenkmale in Selters (Taunus)    | 1                        |
| Villmar                | Liste der Naturdenkmale in Villmar             | 5                        |
| Waldbrunn (Westerwald) | [ 2 ]                                          |                          |
| Weilburg               | Liste der Naturdenkmale in Weilburg            | 8                        |
| Weilmünster            | Liste der Naturdenkmale in Weilmünster         | 7                        |
| Weinbach               | Liste der Naturdenkmale in Weinbach            | 1                        |

## Belege und Anmerkungen
1. ↑  
Liste der Naturdenkmale im Landkreis Limburg-Weilburg. (PDF; 33 kB) In: www.landkreis-limburg-weilburg.de. Landkreis Limburg-Weilburg, März 2018, abgerufen am 10. Juni 2022.
2. 1 2 3  
kein Naturdenkmal gemeldet
3. ↑  
Eines davon abgängig, jedoch noch auf der Naturdenkmalliste des Landkreises